# St. Andreas (Reimsbach)

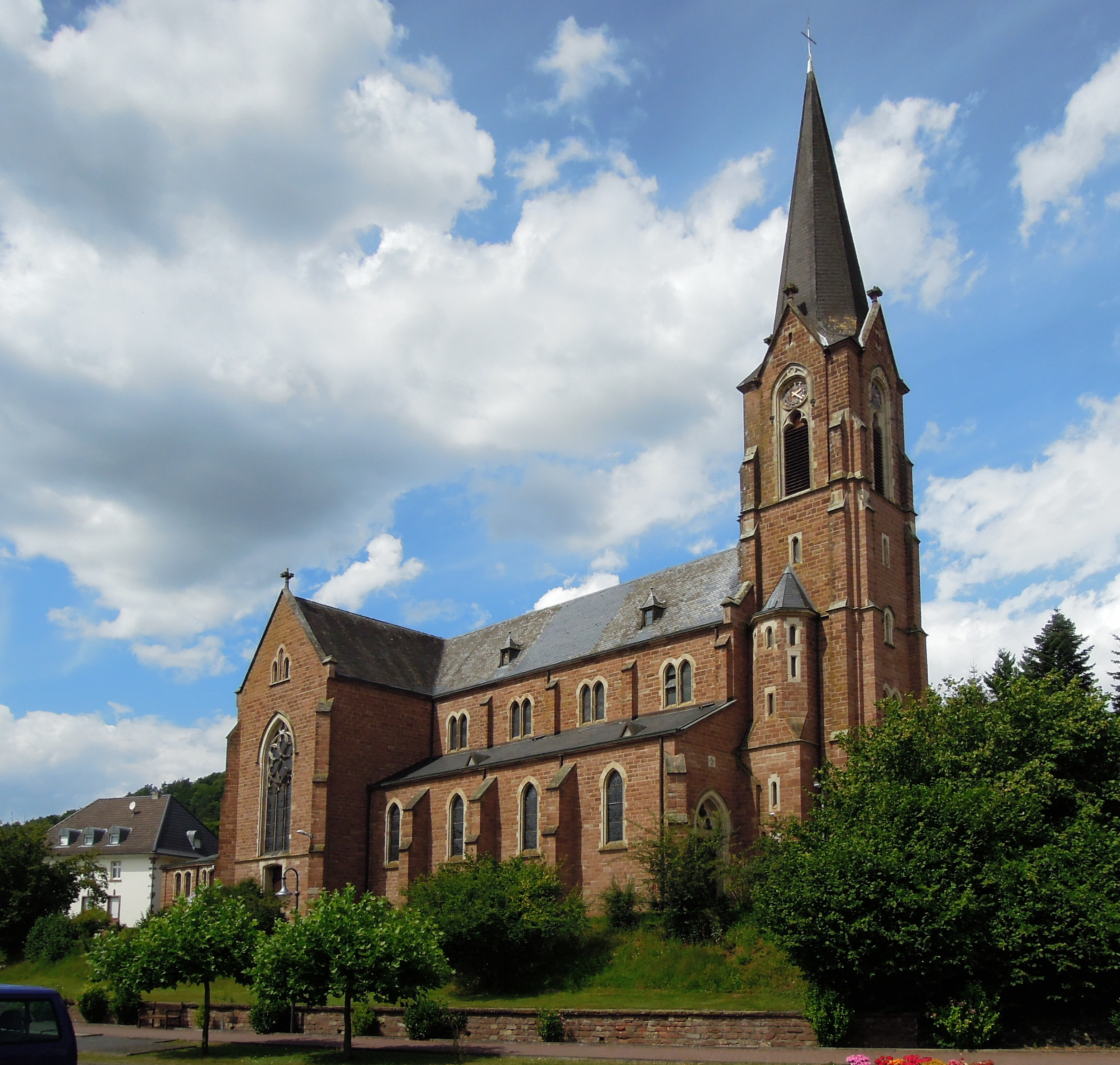
Die katholische Pfarrkirche St. Andreas und Mariä Himmelfahrt in Reimsbach

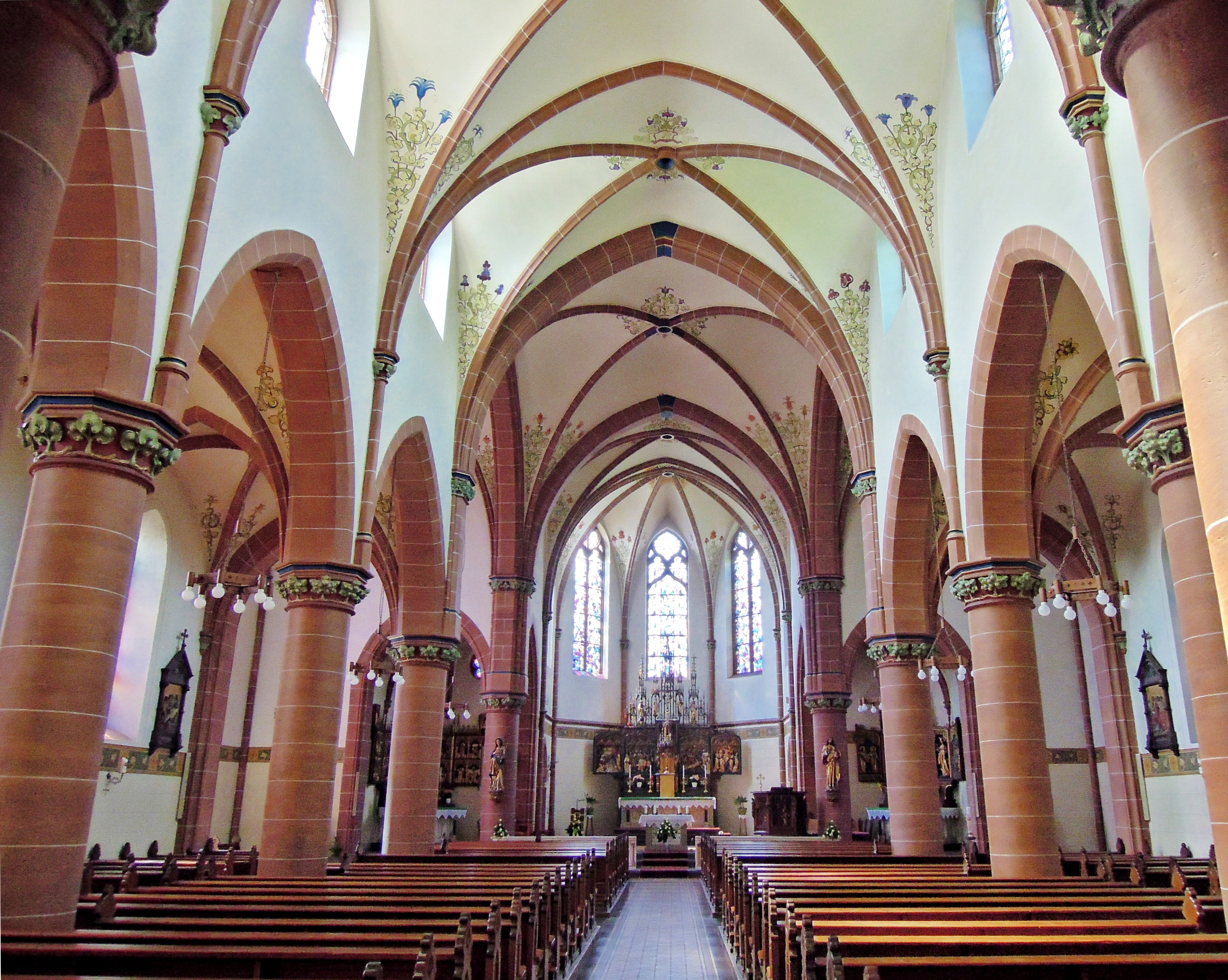
Blick ins Innere der Kirche

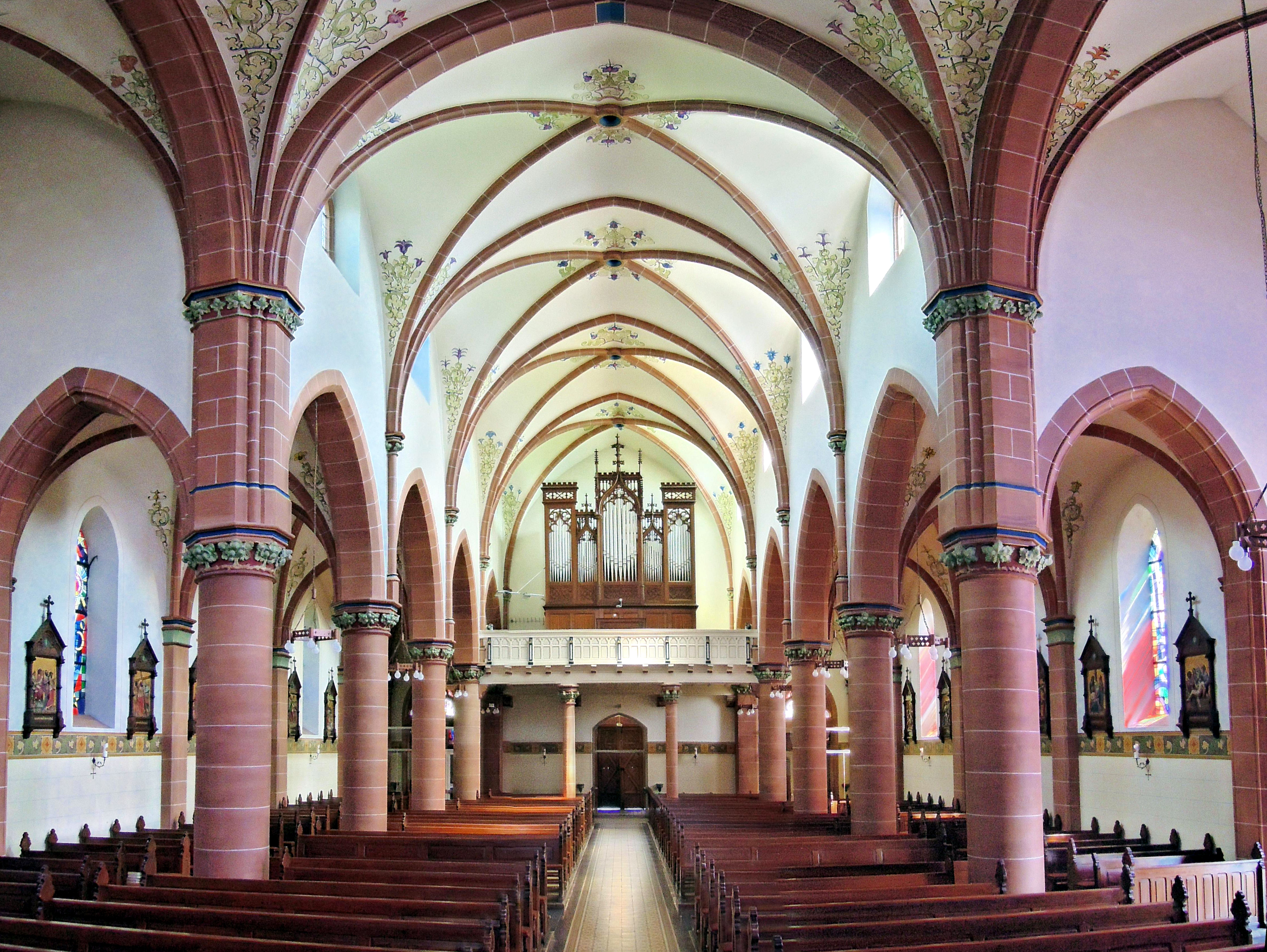
Blick vom Altarraum zur Orgelempore

Die Kirche St. Andreas und Mariä Himmelfahrt ist eine römisch-katholische Pfarrkirche in Reimsbach, einem Ortsteil der Gemeinde Beckingen, Landkreis Merzig-Wadern, Saarland. Die Kirche trägt das Patrozinium des heiligen Andreas und ist in der Denkmalliste des Saarlandes als Einzeldenkmal aufgeführt.

## Geschichte
Die Kirche wurde in den Jahren 1898 bis 1901 nach Plänen des Architekten Wilhelm Hector (Saarbrücken-St. Johann) erbaut. Im  Jahr 1997 wurde das Innere der Kirche einer Restaurierung  unter Leitung des Architekten Eugen Maringer (Haustadt) unterzogen.
Die alte um 1750 erbaute Pfarrkirche wurde profaniert.

## Architektur und Ausstattung
Bei dem im neugotischen Stil errichteten Kirchengebäude handelt es sich um eine dreischiffige Basilika. Das Langhaus, unterteilt in ein Mittelschiff und zwei niedrigere Seitenschiffe, weist eine Unterteilung in vier Joche auf. An das Langhaus schließt sich ein Querschiff an, daran ein fünfseitiger Chor mit polygonalem Abschluss. Somit ergibt sich als Grundriss die Form eines Lateinischen Kreuzes. Die Decken der drei Schiffe werden von Kreuzrippengewölben geformt. In den Gewölbefeldern befinden sich Malereien mit floralen Motiven.
Die Ausmalung der Kirche wurde 2009 von Malermeister Georg Werding (Reimsbach) und sechs Mitarbeitern vorgenommen. Dabei wurden alte Wandmalereien wiederentdeckt und restauriert.
Bemerkenswerte Ausstattungsgegenstände der Kirche sind der gotisierende Hochaltar und die beiden ebenfalls in gotischer Formensprache geschaffenen Seitenaltare mit zahlreichen Figuren von Heiligen und Reliefs biblischer und sakraler Szenen. Die drei als Flügelaltäre gestalteten Altäre stammen aus der Erbauungszeit der Kirche.

## Orgel
Die Orgel der Kirche wurde 1904 durch Mamert Hock (Saarlouis) errichtet. Das Taschenladen-Instrument ist auf einer Empore aufgestellt und verfügt über 25 Register, verteilt auf 2 Manuale und Pedal. Die nahezu original erhaltene Spiel- und Registertraktur ist pneumatisch.
Es handelt sich um die größte erhaltene Orgel der Firma Hock, die darüber hinaus auch eines der letzten Zeugnisse lokalen Orgelbaus im klanglichen und optischen Stil der Jahrhundertwende 19./20. Jh. darstellt.
| I Hauptwerk C–f3 |           |       |
| 1.               | Bordun    | 16′   |
| 2.               | Principal | 8′    |
| 3.               | Flöte     | 8′    |
| 4.               | Gambe     | 8′    |
| 5.               | Dolce     | 8′    |
| 6.               | Gedeckt   | 8′    |
| 7.               | Octave    | 4′    |
| 8.               | Rohrflöte | 4′    |
| 9.               | Piccolo   | 2′    |
| 10.              | Mixtur    | 2 ⁄3′ |
| 11.              | Trompete  | 8′    |

| II Manual C–f3 |                  |    |
| 12.            | Geigenprincipal  | 8′ |
| 13.            | Rohrflöte        | 8′ |
| 14.            | Salicional       | 8′ |
| 15.            | Aeoline          | 8′ |
| 16.            | Lieblich Gedeckt | 8′ |
| 17.            | Quintatön        | 8′ |
| 18.            | Fugara           | 4′ |
| 19.            | Traversflöte     | 4′ |
| 20.            | Waldflöte        | 2′ |

| Pedal C–d1 |           |         |
| 21.        | Subbass   | 16′     |
| 22.        | Quintbass | 10 2⁄3′ |
| 23.        | Octavbass | 8′      |
| 24.        | Cello     | 8′      |
| 25.        | Posaune   | 16′     |

- Koppeln:
  - Normalkoppeln: II/I, I/P, II/P
  - Suboktavkoppeln: II/I
  - Superoktavkoppeln: I/I
- Spielhilfen: Piano, Mezzoforte, Forte, Tutti